# Парашютная журналистика
«Парашютная журналистика» — распространённая практика новостных компаний, когда журналист направляется в регион/сферу, где у журналиста отсутствие знаний и сжатые сроки нередко приводят к неточным или искажённым новостным сообщениям, особенно во время прямых эфиров. Вместо использования опытных иностранных корреспондентов, которые могут жить в регионе, новостные организации часто посылают главных репортёров либо популярных и известных журналистов в незнакомые районы, то есть, фигурально выражаясь, «высаживают их с парашютом».
Во многом «парашютная журналистика» — результат того, что содержание новостных агентств на регулярной основе достаточно дорого, командировки дешевле. В США, например, из-за экономических причин уже закрылись многие региональные газеты в так называемых внутренних штатах (Fly Over States).

## Парашютная журналистика и «фиксеры»
Журналисты «с парашютом» часто не имеют надёжных источников в странах, куда они прибывают для работы. Они могут полагаться на «фиксеров», то есть местных журналистов и информаторов, которые помогают журналистам с поиском информации и с безопасным передвижением по стране. Появляется все больше сайтов (Worldfixer.com), закрытых групп в соцсетях (“Foreign Journalists in Ukraine Safety & Logistical Support Group”, Украина), баз данных (например, “International Reporter”) и даже коммерческих агентств (например, “Kabul-Pressistan”, Афганистан), предоставляющих услуги подбора подходящих «фиксеров» по страновому принципу в целом или в отдельно взятой стране в частности.

## Критика «парашютной журналистики»
Термин «парашютная журналистика» часто используется критиками, которые утверждают, что этот тип журналистики обычно доносит до зрителя/читателя простые базовые данные и часто искажает факты, демонстрируя незнание контекстуальных проблем. Журналисту часто не хватает глубоких знаний о ситуации, и он обычно дезориентирован из-за того, что окружающая среда ему не знакома. Часто информация бывает доступна только от других новостных организаций или из «официальных» или бюрократических источников, которые могут при этом содержать пропаганду и быть ненадёжными. Также на журналистов оказывает влияние тот факт, что у них, в отличие от «газетной» журналистики, в эпоху интернет-технологий времени на подготовку сюжета гораздо меньше 24 часов, поэтому информация может искажаться.
«Парашютная журналистика» часто глобальна, поэтому из-за сжатости сроков, дезориентированности корреспондента и неправильно подобранных «фиксеров» в мире может распространяться неправильная информация (пример – российско-грузинский конфликт 2008 г.).

## Положительные аспекты «парашютной журналистики»
Одним из преимуществ такого типа журналистики является то, что нелокальный журналист способен взглянуть на ситуацию беспристрастно, может озвучить точку зрения, которая не является доминирующей в СМИ данного региона. Часто для мировой общественности важно, чтобы информация доносилась без местной пропаганды, оценивалась с точки зрения общепринятых западных демократических ценностей, что также хорошо решается через «парашютную журналистику».